# Postprint
Als Postprint (englisch accepted version) bezeichnet man einen veröffentlichten und zitierfähigen wissenschaftlichen Beitrag in Manuskriptform, der im Gegensatz zum Preprint (englisch submitted version) das Begutachtungsverfahren (Peer-Review) einer Fachzeitschrift bzw. eines Verlages bereits durchlaufen hat. Somit unterscheidet sich ein Postprint eines Artikels in der Regel nicht inhaltlich von der veröffentlichten Verlagsversion (englisch published version), sondern lediglich im Layout.

## Bedeutung für Open Access
Die Veröffentlichung von Postprints auf Dokumentenservern spielt für den grünen Weg des Open Access eine wichtige Rolle. Viele Verlagsrichtlinien enthalten eine Embargofrist für die Veröffentlichung von Postprints, beispielsweise 6 Monate bei der naturwissenschaftlichen Zeitschrift Nature. Open-Access-Richtlinien von Forschungsorganisationen verfolgen den Zweck, die Bereitschaft bei Wissenschaftlerinnen und Wissenschaftlern zu fördern, Postprints nach Ablauf der Embargofrist zu veröffentlichen. Im Jahr 2020 haben in Deutschland 72 Universitäten und Hochschulen, sowie die vier größten Forschungsförderer (HGF, Fraunhofer, WGL, MPG) eine Open-Access-Richtlinie erlassen.